# 13 Fragen
13 Fragen ist ein Debattenformat von ZDFkultur, in dem geladene Gäste ihre Argumente zu einem Thema austauschen und Kompromisse finden. Moderiert werden die einzelnen Folgen entweder von Jo Schück oder von Salwa Houmsi.

## Konzept

Das Spielfeld von 13 Fragen; die Teilnehmer sind als schwarze Kreise in der Startposition dargestellt

13 Fragen ist eine Talksendung, bei der nicht die Polarisierung, sondern die Suche nach Kompromissen im Mittelpunkt steht. Pro Sendung werden 6 Gäste eingeladen, die anhand von 13 Fragen zu einem Thema diskutieren. Mit der ersten Frage wird das Teilnehmerfeld aufgeteilt. Jene Diskutanten, die diese mit Ja beantworten, begeben sich zum grün markierten Bereich des Spielfeldes, die Nein-Beantworter zum gelben Bereich. In jeder Folge sind die beiden Gruppen personell gleich stark besetzt.
Anhand der weiteren Fragen wird das Thema diskutiert. Stimmt ein Teilnehmer einem Argument der Gegenseite zu („Ja“) macht er einen Schritt vor, lehnt er das Argument ab („Nein“) macht er einen zurück. Nähern sich die Positionen der Teilnehmer im Laufe der Debatte an, bewegen sie sich zunehmend in Richtung des in der Mitte befindlichen Kompromissfeldes und nähern sich damit auch in ihrer räumlichen Position.
Die letzten drei Fragen sind Teil einer Kompromissrunde. Der Moderator sowie beide Parteien überlegen sich je einen Kompromissvorschlag. Zustimmung und Ablehnung zum Vorschlag wird durch die Teilnehmer wiederum durch einen Schritt vor oder zurück ausgerückt.

## Staffeln
Die erste Staffel startete am 15. September 2020. Beginn der acht Folgen umfassenden zweiten Staffel war der 14. April 2021. Der 3. November 2021 war Start der dritten Staffel und am 9. Februar 2022 jener der vierten.
Alle Folgen sind in der ZDF-Mediathek und auf Youtube veröffentlicht. Ab dem 20. Juni 2021 wurden bis Juni 2022 auch Folgen auf ZDFneo ausgestrahlt. Seit 8. Juli 2023 werden einzelne Folgen im ZDF-Hauptprogramm rund um Mitternacht gesendet.
Seit dem 11. Mai 2022 werden die neuen Folgen auf dem Youtube-Kanal unbubble veröffentlicht.

## Auszeichnungen/Nominierungen
- Deutscher Fernsehpreis
  - 2022 Auszeichnung Salwa Houmsi für die Moderation von „13 Fragen/Aspekte“
- Blauer Panther – TV & Streaming Award
  - 2022 Auszeichnung Salwa Houmsi und Jo Schück für die Moderation von „13 Fragen“
- Juliane Bartel Medienpreis
  - 2022 Nominierung in der Kategorie „Fiktion und Entertainment“[11]
- Robert-Geisendörfer-Preis
  - 2023 Auszeichnung in der Kategorie „Online“